# Abdiel (Schiff, 1941)
Die Abdiel, auch HMS Abdiel (Kennung: M39), war ein schwerer Minenleger der gleichnamigen Klasse der britischen Marine, der von 1941 bis 1943 in Dienst stand.

## Baugeschichte
Die Abdiel wurde mit zwei Schwesterschiffen im Herbst 1938 bestellt. Der Auftrag erging an die Werft J. Samuel White in Cowes auf der Isle of Wight und war das größte von der bewährten Zerstörerwerft gebaute Schiff. Nach der am 23. März 1939 erfolgten Kiellegung lief das Schiff am 23. April 1940 als erstes der Schwesterschiffe vom Stapel. Am 15. April 1941 wurde die Abdiel, wiederum als erster Minenleger der Klasse, schon während der Abnahmetests in Dienst genommen und eingesetzt.
Die Abdiel war nach dem gleichnamigen Flottillenführer der Marksman-Klasse das zweite Schiff, das den Namen der biblischen Person Abdiel erhielt.

## Einsatzgeschichte
Beim Kriegsbeginn 1939 waren die drei 1938 bestellten Schiffe und ein weiterer erst im März 1939 bestellter Minenleger bei vier bekannten Zerstörerwerften im Bau. Ihr Weiterbau erfolgte nicht vorrangig, da diese Werften neue Geleitfahrzeuge zu bauen und die vorhandenen zu reparieren hatten. Während die Abdiel im April 1940 vom Stapel gelaufen war, liefen die übrigen erst im Herbst 1940 auf den anderen Bauwerften vom Stapel. Im Frühjahr 1941 standen alle vier Schiffe vor der Fertigstellung.

### Erste Einsätze
Am 22. März 1941 unterbrach die Abdiel ihre Abnahmefahrten, da sie den Befehl erhielt, Minensperren auszubringen, die den deutschen Schlachtschiffen Scharnhorst und Gneisenau einen Ausbruch aus Brest erschweren sollten. In den drei Einsätzen 'GV', 'GX' und 'GY' verlegte die Abdiel vom 23. bis zum 28. März mit den Zerstörern Intrepid, Impulsive und Icarus Minen nahe der Little Sole Bank 65 km WSW von Brest. Gesichert wurden die Einsätze durch die Zerstörer Kipling, Kelly und Jackal.
Vom 17. bis 30. April 1941 versuchte die Abdiel ihre Abnahmetests abzuwickeln, musste sie jedoch erneut abbrechen. Mit dem Kreuzer Dido und der „5th destroyer flotilla“ mit den Zerstörern Kelly, Kipling, Kelvin, Jackal und Jersey sollte sie militärischen Nachschub für Malta nach Gibraltar transportieren. Die aus Plymouth ausgelaufene Gruppe wurde dort der Mittelmeerflotte zugeteilt.

### Einsatz im Mittelmeer
Vom 24. bis 28. April 1941 lief der Verband als „Force S“ nach Malta und entlud dort seine Ladung. Die „5th destroyer flotilla“ verstärkt seit Gibraltar um die Kashmir verblieb dort als Ergänzung der Force K. Gleichzeitig wurden mit der Operation Dunlop durch die „Force H“ von der Ark Royal 30 Hawker-Hurricane-Jagdflugzeuge und drei Fairey Fulmar nach Malta eingeflogen.
Die Abdiel lief mit der Dido und den Zerstörern Janus, Jervis und Nubian und dem leeren Transporter Breconshire zur Verstärkung der Mittelmeerflotte weiter nach Alexandria, wo der Verband am 30. eintraf.
Am 21. Mai legte die Abdiel ihre erste Minensperre von 150 Minen im Mittelmeer vor Akra Dhoukaton (Kap Dukato) an der Südspitze der Insel Lefkada im Ionischen Meer. Auf dieser Sperre gingen innerhalb 24 Stunden der italienische Zerstörer Carlo Mirabello (1916, 1840 ts) und das Kanonenboot Pellegrino Matteucci (1924, 620 ts) sowie die deutschen Transporter Kybfels (7764 BRT) und Marburg (7564 BRT) verloren.
In der Nacht vom 26. auf den 27. Mai landete die Abdiel begleitet von den Zerstören Hero und der australischen Nizam noch 800 Commandos bei Suda Bay. Schon am 31. Mai 1941 evakuierten die aus Alexandria kommenden Abdiel, der Leichte Kreuzer Phoebe und die Zerstörer Jackal, Kimberley und Hotspur in Sfakia, Kreta, nachts wieder 4000 britische Soldaten von der Insel, 2000 mussten zurückgelassen werden.
Ab dem 10. Juni wurde der Minenleger dann als Transporter zur Unterstützung des eingeschlossenen Tobruk eingesetzt. Im Juli transportierte die Abdiel mit ihrem Schwesterschiff Latona Verstärkungen der Armee und der Royal Air Force nach Zypern. Im August unterstützten beide Minenleger mit den australischen Kreuzer Hobart und Zerstörern Napier und Nizam wieder Tobruk. Ab dem 19. August transportierten sie polnische Truppen nach Tobruk, um die australischen Truppen abzulösen, die in die Heimat entlassen werden sollten. Die Latona ging dabei am 26. Oktober vor Bardia nach einem Bombentreffer durch eine deutsche Junkers Ju 87 verloren. Anfang November erfolgten weitere Fahrten mit Zerstörern nach Zypern und Ende Oktober wurde die „5th Indian Division“ nach Beirut verlegt.
Im Dezember 1942 wurde die Abdiel der British Eastern Fleet zugeteilt und verlegte nach Trincomalee.

### Kurzer Dienst im Indischen Ozean
Am 10. Januar 1942 traf die Abdiel dort ein. Am 27. legte sie ihre ersten vier Minensperren in den Andamanen. In einem zweiten Einsatz folgten drei weitere Sperren um die MacPherson Strait. Beim Start zum Rückmarsch aus Port Anson hatte die Abdiel eine Grundberührung und beschädigte sich die Steuerbordwelle. Sie konnte mit nur einer nutzbaren Maschine nach Colombo zurückkehren. Dort war eine Reparatur nicht möglich und die Abdiel musste im März weiter nach Durban, wo im Dock eine sorgfältige Untersuchung erfolgte.
Nicht nur die Welle, auch ihre Aufhängung war reparaturbedürftig. Vor Ort war nur eine Behelfsreparatur möglich und die Instandsetzung der Abdiel sollte daher in Großbritannien erfolgen. Der bedingt einsatzbereite Minenleger sollte daher bis zur Ablösung durch das Schwesterschiff Manxman in Südafrika verbleiben. Erst im Juni begann daher die Heimreise, auf der in Kapstadt noch eine Ladung Goldbarren übernommen wurde.
Auf der Fahrt wurde Pointe Noire in der französischen Kongo-Kolonie, damals die einzige von den Freien Franzosen beherrschte Kolonie, angelaufen, wo die Abdiel nicht nur ihre Vorräte ergänzte, sondern auch weitere Notreparaturen durchführen ließ.
Im Juli entlud das Schiff seine Goldladung in Glasgow und ging dann in nach Newcastle in eine Werft zur Instandsetzung. Dabei wurde auch die Radarausrüstung verbessert. Nach einigen Werftprobefahrten übernahm die Abdiel am 24. Dezember 1942 in Milford Haven Minen und legte am 30. Dezember eine offensive Sperre vor der Küste der Bretagne bei Vierge.

### Wieder im Mittelmeer

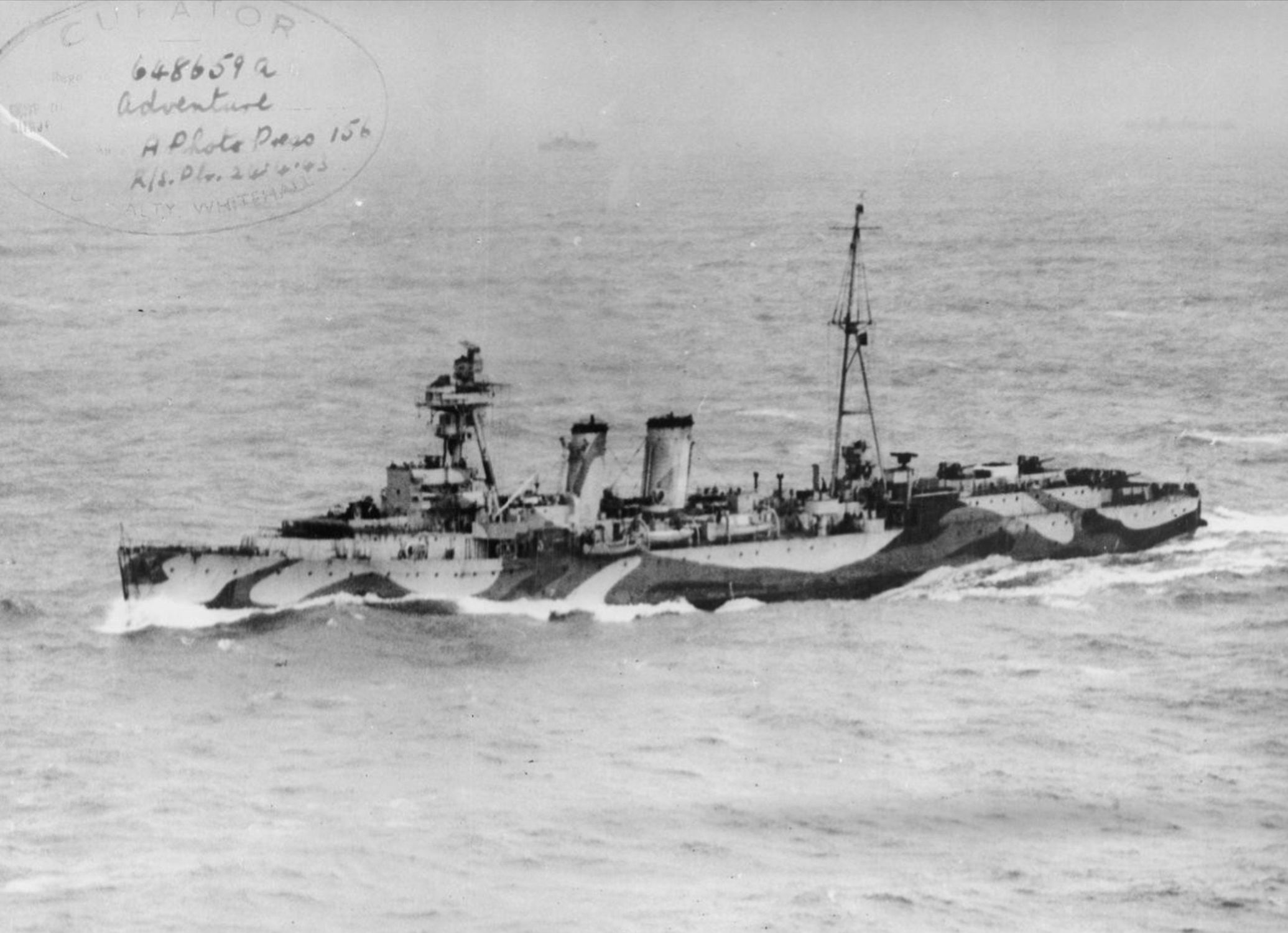
Die HMS Adventure

Am 2. Januar 1943 übernahm die Abdiel in Milford Haven neue Minen und lief über Gibraltar bis zum 6. nach Algier. Ihre erste Sperre legte die Abdiel am 8/9. Januar am Zufahrtsweg der Achsenmächte zu ihrem Brückenkopf in Tunis und lief nach dem Einsatz zurück bis Bône. Von dort lief sie über Malta nach Gibraltar, wo sie eine neue Minenladung vom Minenkreuzer HMS Adventure (6740 ts, 1926) übernahm, der als Transporter für die von der Abdiel benötigten Minen eingesetzt wurde, da im westlichen Mittelmeer bislang den Alliierten keine Minen zur Verfügung standen. Am 31. Januar brach der Minenleger den ersten Versuch, die gelegte Sperre zu verstärken, ab, nachdem es mit deutschen Schnellbooten in ein Gefecht gekommen war. Am 3. Februar gelang dann die geplante Verstärkung der Sperre und die Abdiel lief dann nach Mers el Kebir, um sich dort aus der Adventure neu mit Minen zu versorgen. Am 4. verlegte sie dann wieder näher an das Kampfgebiet nach Bône mit den Zerstörern Lightning und Loyal. Von dort wurde die Sperre am 7. nochmals verstärkt.

Um Reparaturarbeiten durchzuführen und einen neuen Minenvorrat an Bord zu nehmen, lief Abdiel ab dem 8. über Algier zurück nach Großbritannien. Am 26. traf sie repariert und voll ausgerüstet wieder in Algier für weitere Einsätze ein. Am 28. legte sie dann eine weitere Sperre nordwestlich von Bizerta und geriet wieder in ein Gefecht mit Schnellbooten. In Mers el Kebir erhielt sie wieder neue Minen von der ebenfalls neu ausgestatteten Adventure und verlegte diese am 5. März in einer neuen Sperre, wobei diesmal eine Sicherung des Minenlegers durch die Zerstörer Lightning und Loyal erfolgte. Am 6. übernahm sie wieder neue Minen aus der Adventure und kehrte dann wieder zu ihren Begleitzerstörern Lightning und Loyal in Bone zurück. Beim Legen einer weiteren Sperre entdeckte sie dann einen kleinen italienischen Geleitzug, den sie beschoss. Da sie ihren Minenbestand bis auf 16 geworfen hatte, lief sie mit den Zerstörern Pakenham und Paladin nach Malta.

Von dort machte sie im März drei Fahrten nach Haifa, von wo sie unter anderen Gütern auch Minen für zukünftige Einsätze nach Malta transportierte.

Am 4., 5., 7. und 8. April erfolgten dann noch vier weitere Mineneinsätze in der Engstelle zwischen Sizilien und Tunesien gesichert durch die Zerstörer Paladin und Kelvin. Auf den von der Abdiel seit Januar in der Straße von Sizilien ausgebrachten Minensperren verloren die Italiener neben Transportern auch die beiden Torpedoboote Uragano und Ciclone (910 tons, 3. Februar bzw. 7. März 1943) und die vier Zerstörer Lanzerotto Malocello (1930, 2125 tons, 24. März), Saetta (1932, 1225 tons, 3. Februar), Ascari (1939, 1645 tons, 24. März) und Corsaro (1942, 1645 tons, 9. Januar 1943). Dazu wurde die Maestrale (1934, 1440 tons, 9. Januar) schwerst beschädigt.
Ab dem 11. April übernahm das Schiff wieder Transportaufgaben im östlichen Mittelmeer, wobei die erste Fahrt in dieser Aufgabe ab dem 14. von Haifa nach Zypern erfolgte.
Ab Juni wurden vor allem Truppen aus Ägypten nach Malta in der Vorbereitung der geplanten Landung der Alliierten auf Sizilien transportiert. Unmittelbar vor dem Beginn der Operation Husky transportierte die Abdiel Personal aus Alexandria direkt in die Angriffszone.

## Das Ende derAbdiel
Das im zentralen Mittelmeer zur Unterstützung der Truppenbewegungen verbliebene Schiff übernahm im September in Bizerta Teile der Truppen und Ausrüstung der britischen 1st Airborne Division für die Besetzung von Tarent (Operation Slapstick) im Anschluss an den Waffenstillstand von Cassibile. Am 9. September 1943 marschierte sie mit dem 12. Kreuzergeschwader und den Kreuzern Aurora, Penelope der Arethusa-Klasse, den Fla-Kreuzern Dido und Sirius sowie der US-amerikanischen Boise nach Tarent. Am 10. September trafen die alliierten Schiffe in Tarent ein.
Mangelnde Vorsicht führte zum Auflaufen auf die von den deutschen Schnellbooten S 54 und S 61, beide von der 3. Schnellboot-Flottille, bei ihrem Rückzug am Vortag gelegten Minen. Zwei explodierten unter der Abdiel, die sofort massive Wassereinbrüche hatte und in kurzer Zeit bei 40° 27′ N, 17° 15′ O sank. Dabei starben sechs Offiziere und 42 Mann der Besatzung sowie etwa 120 der eingeschifften 400 Soldaten. Dazu wurde noch eine hohe Zahl von Soldaten erheblich verwundet.